# Seymour Island (Southland)
Seymour Island ist eine kleine Insel in der Region Southland im Süden der Südinsel von Neuseeland.

## Geographie
Die Insel befindet sich im Pendulo Reach zwischen dem Doubtful Sound/Patea und dem Te Awa-o-Tū / Thompson Sound. Die rund 2,9 Hektar große und 22 m hohe Insel besitzt eine Länge von rund 300 m in Ost-West-Richtung und eine maximale Breite von rund 145 m in Nord-Süd-Richtung. Zum Festlandufer in östlicher Richtung beträgt die Entfernung rund 590 m und zur Insel Secretary Island, die sich nordwestlich befindet, rund 940 m.